# Vaulx Hill Cemetery
Vaulx Hill Cemetery is een Britse militaire begraafplaats met gesneuvelden uit de Eerste Wereldoorlog, gelegen in de Franse gemeente Vaulx-Vraucourt (departement Pas-de-Calais. De begraafplaats werd ontworpen door Edwin Lutyens en ligt aan de Rue de Lagnicourt op 750 m ten noordoosten van het centrum van Vaulx (Église Saint-Martin). Ze heeft een rechthoekig grondplan met een oppervlakte van 2.720 m² en wordt aan drie zijden omsloten door een natuurstenen muur. Aan de straatkant wordt ze afgebakend door een laag muurtje op hetzelfde niveau als het terrein. In de oostelijke hoek leiden een zestal opgaande treden via de open toegang naar het terrein met de graven. Centraal tegen de zuidwestelijke muur staat het Cross of Sacrifice en aan de tegenover liggende muur staat de Stone of Remembrance. In de westelijke en noordelijke hoek staan identieke vierkante schuilhuisjes onder een tentdak.
Er worden 856 doden herdacht waaronder 258 niet geïdentificeerde.  
De begraafplaats wordt onderhouden door de Commonwealth War Graves Commission.

## Geschiedenis
Vaulx-Vraucourt werd in het voorjaar van 1917 ingenomen door de Britten, maar viel in het voorjaar van 1918 tijdens het Duitse lenteoffensief weer in Duitse handen. In september van dat jaar werd de gemeente definitief heroverd waarna de begraafplaats werd geopend. Aanvankelijk telde ze slechts 17 graven (nu in perk I, rijen A en B). Pas na de wapenstilstand werd de begraafplaats uitgebreid met graven afkomstig uit de omliggende slagvelden en uit een aantal kleine ontruimde begraafplaatsen. Deze waren: Chafours Wood Cemetery (22 doden) in Morchies, Lagnicourt Australian Cemetery (34 doden) in Lagnicourt-Marcel, New Zealand Cemetery, No. 17 ((22 doden) in Favreuil, Sunken Road Cemetery (28 doden) in Beaumetz-lès-Cambrai en Vraucourt Churchyard Extension (192 doden) in Vraucourt. 
Onder de geïdentificeerde slachtoffers zijn er 436 Britten, 103 Australiërs, 58 Nieuw-Zeelanders en 1 Canadees. Voor 29 slachtoffers werden Special Memorials opgericht omdat hun lichamen niet meer gelokaliseerd konden worden en men neemt aan dat ze onder naamloze grafzerken liggen. Vier andere slachtoffers worden herdacht met een Duhallow Block omdat zij oorspronkelijk in andere begraafplaatsen lagen maar wier graven door artillerievuur werden vernietigd.

## Graven

### Onderscheiden militairen
- Cecil Harold Sewell, luitenant bij de Queen's Own (Royal West Kent Regiment) werd onderscheiden met het Victoria Cross (VC). Zijn broers luitenant Harry Kemp Sewell en onderluitenant Herbert Victor Sewell sneuvelden ook in deze oorlog.
- Bertram Alexander Gordon Watts, luitenant-kolonel bij de Australian Field Artillery werd onderscheiden met de Distinguished Service Order (DSO).
- de luitenants John William Edward Darlow (Queen's Own (Royal West Kent Regiment)), Guy Kennedy Davenport (Australian Field Artillery) en George Henry Adney (Tank Corps) en de onderluitenants Reginald William Cook (Devonshire Regiment), James Middleton (King's Shropshire Light Infantry) en Colin Winder Warwick (Border Regiment) werden onderscheiden met het Military Cross (MC).
- onderluitenant John Densem (New Zealand Rifle Brigade), compagnie kwartiermeester-sergeant F. Booth (Machine Gun Corps (Infantry), de sergeanten J. Havenhand (King's Own Yorkshire Light Infantry) en Charles McGregor (Cheshire Regiment) en soldaat J.W. Harrison (King's Own Yorkshire Light Infantry) werden onderscheiden met de Distinguished Conduct Medal (DCM).
- nog 18 militairen werden onderscheiden met de Military Medal (MM).

### Minderjarige militair
- soldaat Richard Horace Pell (Duke of Wellington's (West Riding Regiment) was 17 jaar toen hij op 1 september 1918 sneuvelde.

### Aliassen
- kanonnier Arthur Rawlings diende onder het alias Arthur Rollings bij de Australian Field Artillery.
- soldaat Sebastian Tatti diende onder het alias Sebastian Tatte bij het Australian Army Medical Corps.